# Film d'arts martiaux
Le film d'arts martiaux est un sous-genre du film d'action qui comprend de nombreux combats d'arts martiaux entre les personnages. Ces combats sont généralement le principal intérêt de ces films et sont souvent une manière de développer et de faire s'exprimer les personnages. L'usage des arts martiaux est souvent montré lors de scènes d'entraînement, en plus des combats. Les films incluent généralement d'autres types d'action, tels que du combat au corps à corps, des cascades, des poursuites, et des échanges de coups de feu,.

## Histoire

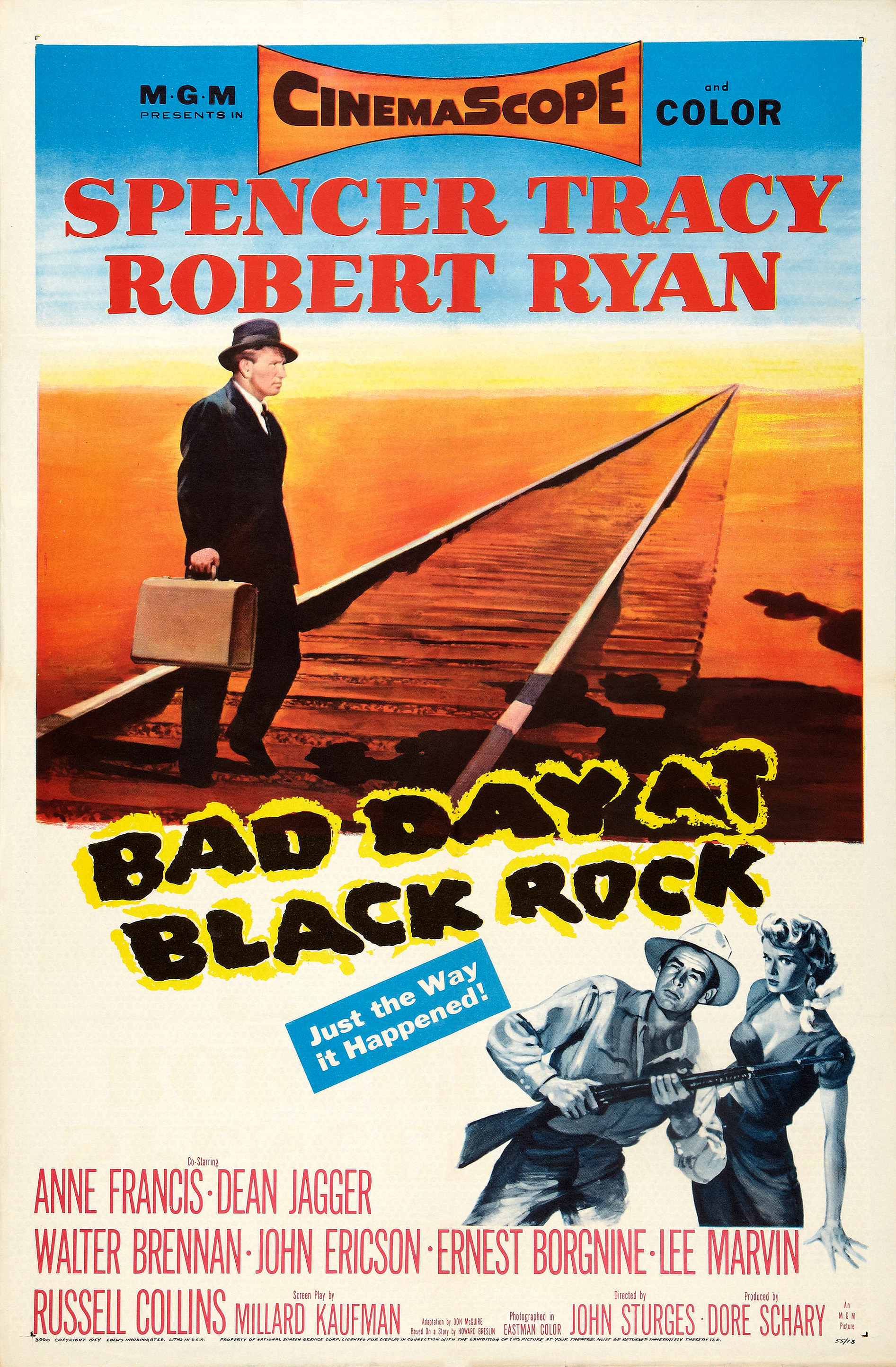
Un homme est passé.

Beaucoup de films d'arts martiaux n'ont qu'une intrigue minimale et le développement des personnages se concentrent presque exclusivement sur l'action, tandis que d'autres ont des intrigues et des personnages plus créatifs et complexes en plus des scènes d'action. Les films de ce dernier type sont généralement considérés comme des films artistiquement supérieurs, et beaucoup ont connu un succès commercial,. L'un des premiers films hollywoodiens à employer l'utilisation des arts martiaux est Un homme est passé de 1955,,,.
Les personnages des films d'arts martiaux sont souvent joués par des acteurs qui sont de réels artistes martiaux. Quand ce n'est pas le cas, les acteurs s'entraînent souvent en préparation à leurs rôles, ou le responsable des scènes d'action peut s'appuyer davantage sur des actions stylisées ou des astuces de tournage comme les angles de prise de vue, le montage, les doublures, l'accéléré, le wire fu, et les effets spéciaux numériques. Des trampolines et tremplins peuvent également être utilisés pour augmenter la hauteur des sauts. Ces techniques sont parfois utilisées par de vrais artistes martiaux, selon le style d'action du film.
Durant les années 1970 et 1980, les films d'arts martiaux les plus nombreux sont les centaines de films de kung fu et de ninja produits par la Shaw Brothers, Godfrey Ho, et d'autres producteurs de Hong Kong. Ces films ont été largement diffusés à la télévision nord-américaine, surtout le week-end, un créneau de télévision qui étaient familièrement surnommé Kung Fu Theater, Black Belt Theater, ou d'autres variantes. Parmi ces films se trouvent les classiques Big Boss, Le Maître chinois, et Le Boxeur manchot.
Les films d'arts martiaux ont été produits partout dans le monde, mais le genre a connu son apogée avec le cinéma d'action hongkongais dans la période allant de 1971, et la montée de Bruce Lee, jusqu'au milieu des années 1990 et le déclin général de l'industrie. D'autres figures notables du genre incluent Jackie Chan, Jet Li, Sammo Hung, Yuen Biao, et Donnie Yen.
Sonny Chiba apparaît dans des films japonais de karaté et de jidai-geki dans les années 1970. Hollywood participe aussi au genre avec des acteurs comme Chuck Norris, Jean-Claude Van Damme, Steven Seagal, Wesley Snipes, Gary Daniels, Mark Dacascos, et Jason Statham. Dans les années 2000, l'industrie cinématographique thaïlandaise devient un producteur international du genre avec les films de Tony Jaa, et le cinéma vietnamien avec The Rebel (en) et Clash (en). Au cours des dernières années, le cinéma indonésien a produit Merantau (2009), et The Raid (2011).
Les femmes ont également joué des rôles clés dans le genre, avec des actrices telles que Michelle Yeoh, Angela Mao,et Cynthia Rothrock,. En outre, l'animation occidentale s'est aventurée dans le genre avec Kung Fu Panda.

## Sous-genres
Dans le monde chinois, les films d'arts martiaux sont généralement divisés en deux sous-catégories : le wuxia, film de cape et d'épée, et le film de kung-fu, se déroulant à une époque plus moderne.
Les films de kung-fu sont un genre de film à part entière. Au même titre que les westerns pour les Américains, ils sont devenus une marque identitaire du cinéma chinois. Ils sont parmi les premiers films chinois produits. Les films de wuxia connaissent du succès en raison de la popularité de milliers de romans de wuxia. Par exemple, les romans de wuxia de Jin Yong et Gu Long ont directement conduit à la prédominance des films de wuxia. En dehors du monde chinois, le plus célèbre film de wuxia est Tigre et Dragon d'Ang Lee, qui est basé sur une série de romans de wuxia de Wang Dulu : il remporte quatre Oscars, dont celui de meilleur film étranger.
Les westerns d'arts martiaux sont généralement des films américains à petit budget produits dans le Sud-Ouest des États-Unis, transposant le thème des arts martiaux dans un cadre « vieux Ouest » (par exemple Soleil rouge avec Charles Bronson et Toshirō Mifune).